# Крепча
Крепча (болг. Крепча) — село в Болгарии. Находится в Тырговиштской области, входит в общину Опака. Население составляет 1245 человек (2022).
Село расположено в холмистой местности в долине реки Баш-Пунар (приток реки Черни-Лом), примерно в 20 км севернее города Попово.

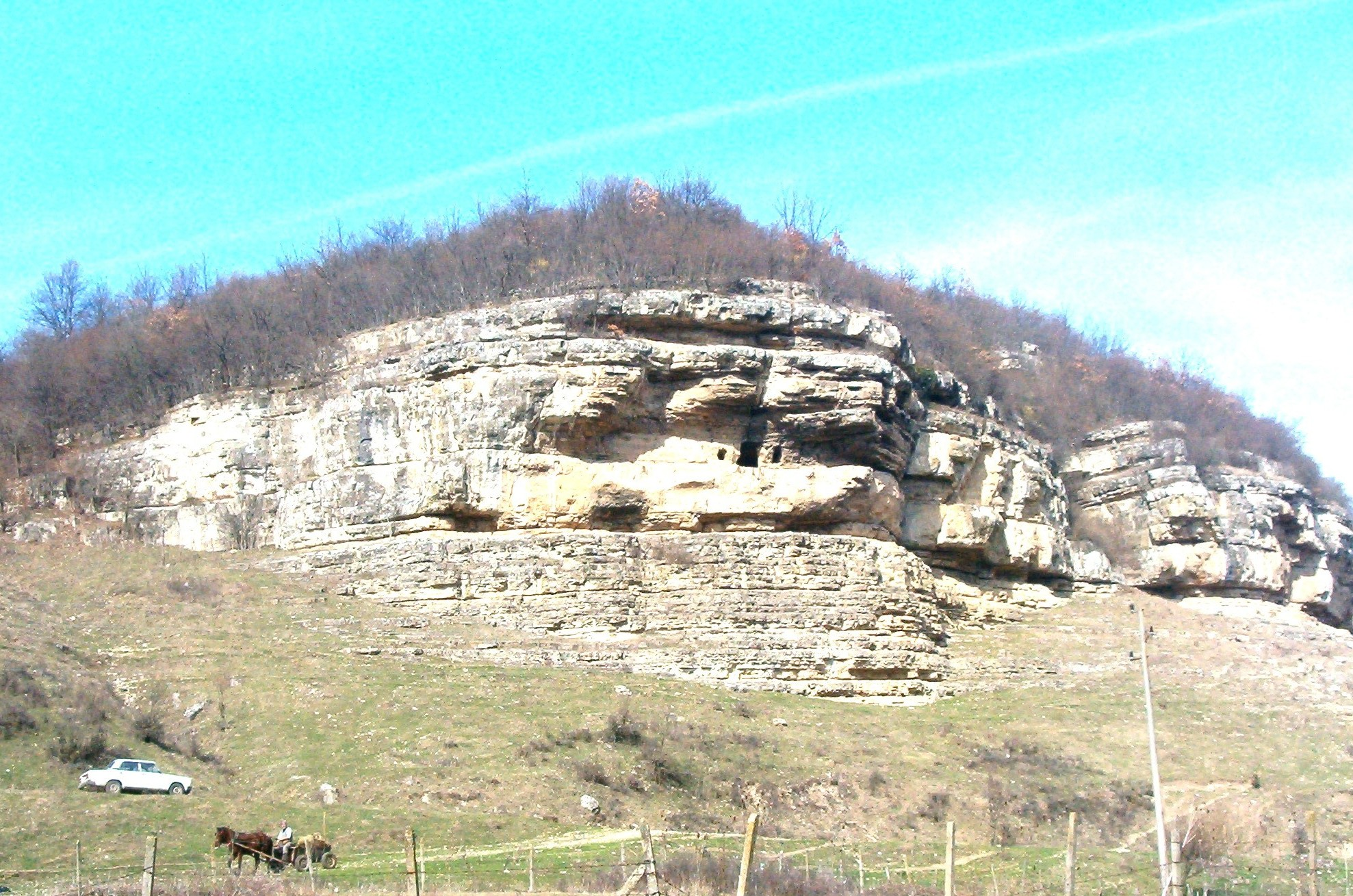

## Политическая ситуация
В местном кметстве Крепча, в состав которого входит Крепча, должность кмета (старосты) исполняет Салим Ибрямов Салимов (Движение за права и свободы (ДПС)) по результатам выборов правления кметства.
Кмет (мэр) общины Опака — Лютфи Реянов Рюстемов (ДПС) по результатам выборов в правление общины.